# Dialogues d'histoire ancienne
Pour les articles homonymes, voir DHA.
Dialogues d'histoire ancienne (titre abrégé en DHA) est une revue savante internationale créée en 1974, basée en France, et consacrée à l'étude de l'Antiquité. Elle est réalisée par l'Institut des sciences et techniques de l'Antiquité (ISTA) de l'Université de Franche-Comté avec le soutien du CNRS et éditée à Besançon par les Presses universitaires de Franche-Comté. Dialogues d'histoire ancienne paraît à un rythme semestriel et publie des articles dans plusieurs langues.

## Histoire
La revue Dialogues d'histoire ancienne est créée en 1974 par Pierre Lévêque dans le but de publier les recherches d'antiquisants dans une démarche d'ensemble d'histoire ancienne, mais dans une optique pluridisciplinaire et internationale. Depuis début 2007, les numéros les plus anciens de la revue sont disponibles sur le portail de revues Persée, où ils sont librement consultables et peuvent faire l'objet de recherches en plein texte. Les numéros plus récents sont diffusés en libre accès immédiat sur la plateforme Cairn.info.

## Publications
- Suzanne Saïd - La tragédie grecque et l’histoire[4] (vol. 45, n°2, 2019)
- Blessures aristocratiques dans l'Antiquité romaine : du corps à l'honneur[5] (Supplément n° 28, 2024)